# Bonus (rémunération)
Pour les articles homonymes, voir Bonus.
Dans certaines professions, comme les auditeurs, les consultants, les métiers bancaires ou d'autres types de cadres, un bonus est une rémunération supplémentaire, généralement discrétionnaire, accordée aux salariés selon leur performance sur l'année écoulée.
Les bonus sont parfois accusés de manquer de transparence dans leur attribution. 
Ils sont réputés plus faibles dans le monde du conseil que dans la banque : ainsi, dans certains métiers bancaires le bonus annuel peut se rapprocher, voire dépasser, la rémunération fixe annuelle.